# 가브리엘라 토스카노
가브리엘라 로사나 토스카노(스페인어: Gabriela Rosana Toscano, 1965년 10월 25일 ~ )는 우루과이의 배우이다.